# ヤープ・スタム
ヤープ・スタム（Jaap Stam, 1972年7月17日 - ）は、オランダ・オーファーアイセル州カンペン出身の同国代表の元サッカー選手、現サッカー指導者。ポジションはディフェンダー（センターバック、右サイドバック）。全盛期は世界屈指のディフェンダーであり、ロナルド・クーマンと並び「オランダ史上最高のディフェンダー」と称された。

## 経歴
1992年にエールディヴィジのFCズヴォレでキャリアをスタートする。その後、オランダのクラブを渡り歩き、1998年にプレミアリーグのマンチェスター・ユナイテッドFCへ移籍した。1998-99シーズンは守備の要として三冠を達成する。しかし自ら発行した自叙伝が原因とされるアレックス・ファーガソン監督との確執により、セリエAのSSラツィオへ移籍した。ところが今度はドーピング検査でナンドロロンの陽性反応が出たため、5ヶ月間の出場停止処分を科された。後に控訴が認められ1ヶ月短縮された。
オランダ代表をEURO2004を最後に引退し、EURO後にACミランへ移籍した。2005-06シーズンをもってミランを退団、2006年夏に母国のアヤックス・アムステルダムに加入した。キャプテンとして、数々の大舞台で培った経験を若手に還元することが期待された。
2007年10月29日、アムステルダム・アレナ（アヤックスの本拠地）で開かれた記者会見に臨み、体力の衰えを理由に現役生活に別れを告げた。
2008年、ファーガソン監督に自叙伝に関する問題を正式に謝罪した（ファーガソン自身も後年にユナイテッド時代の最大の後悔としてスタム放出を挙げるほど）。これによりファーガソンと和解し、マンチェスター・ユナイテッドFCのスカウトに就任、主に南アメリカで活動した。
その後、古巣アヤックスで指導者としての道を歩み始め、ディフェンスコーチ職を経て2016年にはアヤックスの下部組織であるヨング・アヤックス（U-21チーム）の監督を務めている。同年6月12日に、イングランドリーグ
下位ディビジョン・EFLチャンピオンシップの位置にいたレディングFCの監督に就任。契約期間は2年間。
2018年12月28日、母国のトップリーグ・エールディヴィジにて、古巣PECズヴォレの監督に途中就任。1年半の契約とされていたが、翌2019年シーズンよりフェイエノールトの監督に就任した。しかし同10月末、成績の不振を理由に辞任。
2020年5月21日、FCシンシナティの監督に就任した。2021年9月27日、成績不振で解任された。

## 代表歴

### 出場大会
- オランダ代表
  - 1998 FIFAワールドカップ (ベスト4)

### 試合数
- 国際Aマッチ 67試合 3得点（1996年-2004年）[8][1]

| オランダ代表 | 国際Aマッチ | 国際Aマッチ |
| 年           | 出場        | 得点        |
| ------------ | ----------- | ----------- |
| 1996         | 4           | 0           |
| 1997         | 6           | 1           |
| 1998         | 14          | 1           |
| 1999         | 4           | 1           |
| 2000         | 8           | 0           |
| 2001         | 7           | 0           |
| 2002         | 5           | 0           |
| 2003         | 9           | 0           |
| 2004         | 10          | 0           |
| 通算         | 67          | 3           |

## 監督成績
2019年10月27日現在
| クラブ           | 就任           | 退任           | 記録 | 記録 | 記録 | 記録 | 記録   |
| クラブ           | 就任           | 退任           | 試   | 勝   | 分   | 敗   | 勝率   |
| ---------------- | -------------- | -------------- | ---- | ---- | ---- | ---- | ------ |
| レディング       | 2016年6月13日  | 2018年3月21日  | 98   | 40   | 23   | 35   | 040.82 |
| ズヴォレ         | 2018年12月28日 | 2019年5月31日  | 17   | 7    | 3    | 7    | 041.18 |
| フェイエノールト | 2019年6月1日   | 2019年10月28日 | 18   | 7    | 6    | 5    | 038.89 |
| 合計             | 合計           | 合計           | 133  | 54   | 32   | 47   | 040.60 |

## 獲得タイトル

### 選手時代
PSVアイントホーフェン
- エールディヴィジ：1回（1996-97）
- KNVBカップ：1回（1995-96）
- ヨハン・クライフ・スハール：2回（1996、1997）

マンチェスター・ユナイテッドFC
- プレミアリーグ：3回（1998-99、1999-2000、2000-01）
- FAカップ：1回（1998-99）
- UEFAチャンピオンズリーグ：1回（1998-99）
- インターコンチネンタルカップ：1回（1999）

SSラツィオ
- コッパ・イタリア：1回（2003-04）

ACミラン
- スーペルコッパ・イタリアーナ：1回（2004）

アヤックス・アムステルダム
- KNVBカップ：1回（2006-07）
- ヨハン・クライフ・スハール：1回（2006、2007）

個人
- オランダ年間最優秀選手賞：1回（1997）
- ハウデン・スヒューン：1回（1997）
- UEFAクラブ最優秀DF賞：1回（1998-99、1999-2000）
- PFA年間ベストイレブン：3回（1998-99、1999-2000、2000-01）
- ヨーロピアン・スポーツ・メディア欧州年間ベストイレブン：1回（1998-99）